# IPTV

完全或部分使用IPTV的國家

網路協定電視（英語：Internet Protocol Television，縮寫：IPTV）是寬頻電視的一種。IPTV是用寬頻網絡作為介質傳送電視信息的一種系統，將廣播節目透過寬頻上的網際協議（Internet Protocol, IP）向訂戶傳遞數碼電視服務。由於需要使用網路，IPTV服務供應商經常會一併提供連接互聯網及IP電話等相關服務，也可稱為「三重服務」或「三合一服務」（Triple Play）。IPTV是數位電視的一種，因此普通電視機需要配合相應的机顶盒接收頻道，也因此供應商通常會向客戶同時提供隨選視訊服務。雖透過寬頻網路及網際協議，但IPTV不一定透過網際網路，為傳輸品質會通过局域网傳輸。
在中国大陆，IPTV称交互式网络电视（英語：Interactive Personality Television），OTT称互联网电视。国家广播电视总局负责发布OTT和IPTV各自对应的行业技术标准，互联网电视集成平台须符合《持有互联网电视牌照机构运营管理要求》，IPTV集成播控分平台一般则按省、自治区、直辖市划分。

## 应用及功能
传统意义上的網路協定電視主要功能有直播、点播、回看、时移电视、个人本地节目录制、个人网络节目录制、Web On TV、Flash On TV、在线游戏。
而跟IMS网络相结合后的IMS based IPTV又可以实现来电显示、IM聊天、短讯的接收和发送、视频聊天、视频监控、电视购物、电子地图、电视互动等等功能。

## 歷史
1999年，英國Video Networks推出全球第一個IPTV業務。
2003年，香港電訊盈科推出IPTV業務，定名now tv。
2003年11月底，台灣中華電信經行政院新聞局核准推出IPTV業務，定名中華電信MOD。
2005年，中国电信与上海文广合作在上海推出IPTV业务，获得中国大陆第一张IPTV服务牌照，以BesTV百视通为品牌。随后扩展到中国主要沿海省市。
2006年10月，台灣華人衛星電視傳播機構（CSTV）網路事業群成員「台灣互動電視公司」（TITV）在中華電信MOD推出各類頻道組合。
2006年12月，台灣聖約翰科技大學學生成立IPTV「台灣美食網路電視台」。
2010年12月，台灣壹傳媒旗下壹多媒體娛樂服務股份有限公司成立IPTV「壹網樂」，2012年10月31日終止服務。
2011年2月，台灣原「台灣美食網路電視台」團隊臺灣繽紛數位多媒體有限公司成立IP電視。
2013年，中国中央电视台下属央视网与百视通合资成立爱上电视传媒公司，作为唯一中国大陆IPTV总平台。
截至2022年底，中国大陆交互式网络电视（IPTV）用户超过3亿户，互联网电视（OTT）平均月度活跃用户数超过2.7亿户，有线电视实际用户2.00亿户，有线网络未通达的农村地区卫星电视用户1.50亿户。
2023年11月，中国大陆国家广播电视总局发布了《IPTV业务技术要求》等三项标准文件作为广播电视和网络视听行业标准，要求IPTV高清直播频道切换时间应不大于2s，4K超高清直播频道切换时间应不大于2.5s。

## 版权限制
因IPTV仍属于网络电视，故一些只拥有传统电视播映权的节目或频道可能无法在IPTV观看。例如，中国大陆的IPTV平台很长一段时间没有CCTV-3、5、6、8四个频道而使用对应频道的精选节目轮播频道（IPTV3+ & 5+ & 6+ & 8+）代替，台湾中华电信MOD也经常出现因授权问题被迫以其他同类节目覆盖无线台原节目内容的情况。此外，关于IPTV的回看服务属于广播权或信息网络传播权目前在法律界尚无明确定义，故极易引起版权纠纷。

## 外部連結
- ip電視（页面存档备份，存于）(台灣)
- International IPTV Guide